# Ahmed Yasin Ghani
Ahmed Yasin Ghani (22 de abril de 1991) é um futebolista profissional iraquiano que atua como meia pelo Örebro SK.

## Carreira
Ahmed Yasin Ghani representou a Seleção Iraquiana de Futebol na Copa da Ásia de 2015.